# Юшковцы (Винницкая область)
Юшковцы (укр. Юшківці) — село Оратовской поселковой территориальной общины Винницкой области. Юшковецкий старостинский округ, с центром в с. Юшковцы, ул. Шевченко, 8. Рабочее место старосты этого старостинского округа находится по адресу с. Юшковцы, ул. Шевченко, 8. Население по переписи 2001 года составляет 553 человека. Почтовый индекс — 22652. Телефонный код — 4330. Занимает площадь 2,968 км².

## Название
Существует  2 легенды о происхождении названия села. По первой происходит от названия небольшой реки Юшки, Левый приток Горного Тикича. По второй легенде название села пошло от фамилии священника Юшковского (Юшкевича), который, как гласят предания, основал село. В древние времена это поселение называлось Городище. Делилось село пополам трясиной, обе половины которой соединялись канатной дорогой.

## История
Основано село в середине XV века, как сторожевой пост на казацком пути, который  назвали так потому, что этим путем ходили казаки. Сначала это было укрепление (залога), обнесенное земляным валом и рвом. Закрывалось укрепление железными воротами. Со временем вокруг укрепления вырастает хутор. Сюда прибыли пять семей из-под Дубного и Минска. Семьи расселились на расстоянии версты друг от друга в виде пятиконечной звезды. Это были семьи мятежников, известны их фамилии. Семьи: Грабового, Халепы, Порыгайла, Коваля и Ткаченка.
Вблизи села находится Высокая могила. По преданию, отсюда подавались сигналы о приближении к селу врага. Так называемое сигнальное огненно-дымовое сооружение использовалось казацкой сторожей для передачи информации о приближении или нападение татарских отрядов. Устроена она на возвышении, состояла из 19 просмоленных бочек с одним днищем и одной — без дна. Шесть первых бочек ставили в колд и обвязывали просмоленными канатами, на них ставили второй круг из пяти бочек и так далее. На самом верху стояла бочка без дна. В середину заливали смолу. Над верхней бочкой устанавливали железный прут с блоком. Через блок протягивали веревку, один конец которой с воспламенителем и грузилом опускался в отверстие.
В селе Юшковцы обнаружены подземные ходы, в которых прятались от вражеских набегов монголо-татар, или добирались по ним к ближайшим лесам. По преданию, один из таких подземных ходов ведёт в село Балабановка, которое было когда-то большим городом. В селе находились пороховые склады для казацкой артиллерии, которые были организованы повстанцами — гайдамаками Максимом Зализняком и Иваном Гонтой.
В XVII веке в Юшковцах были построены фаянсово-фарфоровый, стеклянный и кирпичный заводы, которые работали на местном сырье. Была в селе одна православная церковь, церковно-приходская школа.
До революции село принадлежало графине Пржевальской. Через некоторое время она продала его помещику Регульському. После этого права крестьян постоянно утиснялись и недовольство перерастали в гайдамацкие восстания. В 1735 году гайдамаки сожгли все документы юшкивецкого помещика, среди которых были списки повинностей крестьян.
В мае 1905 года в селе произошли крестьянские беспорядки. После революции 1905—1907 годов крестьяне неоднократно останавливали работу в помещичьих имениях, отказывались вносить выкупные платежи, требовали повышения заработной платы. Долгое время крестьяне не работали на свекольных плантациях помещика, который вынужден был повысить оплату труда.
После революции 1917 года Юшковцы оккупировали австро-германские войска. Вместе с буржуазными элементами и помещиками стали восстанавливать дореволюционные порядки. В селе несколько раз менялась власть. Только в 1920 году окончательно установилась советская власть. В 1930 году в селе был создан колхоз имени Тараса Григорьевича Шевченка.
Во время голодомора 1932—1933 годов в селе вымерло около 3/4 части населения. Людей вывозили на кладбище и хоронили в больших буртах. Были случаи, когда на кладбище вывозили ещё живых, полумёртвых людей. Во время голода в селе умерло 860 человек.
В июле 1941 года село было оккупировано немцами. 6 января 1944 Юшковцы были освобождены от фашистов. Однако линия фронта стояла вблизи села до марта.

## В книгах

### Похилевич Л. И. Сказания о населенных местностях Киевской губернии 1864 г.
Юшковцы, село при ручье Юшке — притоке Горского Тикича с левой стороны, в 3-х верстах выше Лукашовки. Жителей обоего пола 1440; земли вместе с Сабаровкой 3802 десятины, составляет собственность и резиденцию помещика титулярного советника Станислава Леонтьевича Сиротко, бывшего судьи (латин. испов., род 1794 года). В селе есть древнее замковище.
Церковь Троицкая, деревянная, 5-го класса; земли имеет с хутором 70 десятин. Построена в 1757 году.
Дополнение: Юшковцы. Части села называются: Казимировкой, Грабивкой, Березовкой, а центр собственно Юшковцами, по фамилии Юшковских, владевших селом в начале прошлого века; до того времени поселение называлось Городищами. Имение принадлежит г-ну Сиротко, по дарственной записи князя Радзивилла, 12-го апреля 1834 года Высочайше утвержденной. Троицкая церковь построена на месте прежней, от которой остался антиминс. Она была выстроена 1738 года «de пova radice», как значится в записи помещиков Луки, и Ивана Юшковских.

## Известные жители

### Стефан Словачевський
Стефан родоначальник рода Словачевських, которые принадлежат к гроне старых церковных родов, и дали Украине много выдающихся общественных деятелей. Среди их потомков и родных — Михаил Грушевский, Людмила Старицкая-Черняховская, Александр и Вадим Топачевские.
Стефан родился в начале XVIII в., умер в возрасте 90 лет в начале XIX, данные собрал его далёкий потомок, Мартиниан Словачевський. Из этих данных видно, что Стефан происходил из благородной семьи из Красной Руси или Моравии и служил в коронном войске в звании капитана. Его подразделение стояло в с. Юшковцы. Там Стефан женился на крестьянской девушке и поехал в Валахии, где 1763 его посвятил в священники православный епископ Даниил. С тех пор о. Стефан как единственный на весь Винницкий уезд православный священник путешествовал деревнями.
Известно, что о. Стефан пристроил своих детей на дячковские должности по разным сёлам. С сыновей упоминаются двое Михаилов. Старший родился, наверное, ещё в начале 1760-х гг., Помогал отцу в устройстве вертепных представлений и прожил до 80 лет. Младший Михаил родился через 26 лет после старшего брата.
Из сыновей Михаила старшего упомянуты: 1) звонарь Софийского собора, затем диакон Златоустовской церкви Василий, 2) Михаил дьячок в Юшковцах (прожил более 80 лет) с женой Евфимией с Сочинских (родом из с. Метлинци Гайсинского уезда) и 3) Фёдор, дьячок в Луговой, служивший там до смерти Стефана. С внуков Михаила старшего записано об отце автора статьи — диакона Иакова Михайловича, родившегося в Юшковцах, и прожил без одного месяца 80 лет.

### Скорський Николай Андреевич[укр.]
Украинский литературовед. Член Национального союза писателей Украины. Кандидат филологических наук. Почётный профессор Каменец-Подольского национального университета им. Ивана Огиенко.

### Дяченко Ілля Олександрович[укр.]
Украинский скульптор; член Союза художников Украины с 1965 года.

## Местная власть
22600, Винницкая область, Винницкий р-н, пгт Оратов, ул. Парковая, 14